# Spinipalpa aletes
Spinipalpa aletes är en fjärilsart som beskrevs av George Francis Hampson 1906. Spinipalpa aletes ingår i släktet Spinipalpa och familjen nattflyn. Inga underarter finns listade i Catalogue of Life.